# Мореплавател
Мореплавателят е буквално човек, който плава по моретата с плавателен съд.
Думата се използва предимно за назоваване на капитани на кораби от времето на Великите географски открития, които посещават места, непознати преди това (от гледна точка на Стария свят - Европа), и преминават по морски маршрути за първи път. Между най-известни мореплаватели са Фернандо Магелан, Христофор Колумб и Вашко да Гама.
Названието „мореплавател“ се използва и за капитани от по-новото време, които са направили нещо за първи път или по начин, неизползван преди това.
Това е също остаряла морска специалност от висок ранг (сравнима с командир на флота), включваща знанията и уменията на моряците, навигаторите и изследователите. Съществува с цел обединяване, лидерство и ръководство над групи от хора от различни специализации, изпратени в експедиции за проучване, колонизиране и развитие на нови територии за извличане на икономически ползи.
Навигаторите, за разлика от мореплавателите, се отправят на експедиции за проверка и изясняване на познанията за морския флот, навигацията и картографията на новооткритите земи и първичното събиране на информация за местните: климат, флора, фауна, население и др.